# April 1968
Portal Geschichte | Portal Biografien | Aktuelle Ereignisse | Jahreskalender | Tagesartikel

◄ |
19. Jahrhundert |
20. Jahrhundert
| 21. Jahrhundert

◄ |
1930er |
1940er |
1950er |
1960er
| 1970er | 1980er | 1990er | ►

◄ |
1964 |
1965 |
1966 |
1967 |
1968
| 1969 | 1970 | 1971 | 1972 | ►

◄ |
Januar 1968 |
Februar 1968 |
März 1968 |
April 1968 |
Mai 1968 |
Juni 1968 |
Juli 1968 |
►
Dieser Artikel behandelt tagesbezogene Nachrichten und Ereignisse im April 1968.

## Berichte vom Tagesgeschehen im April 1968

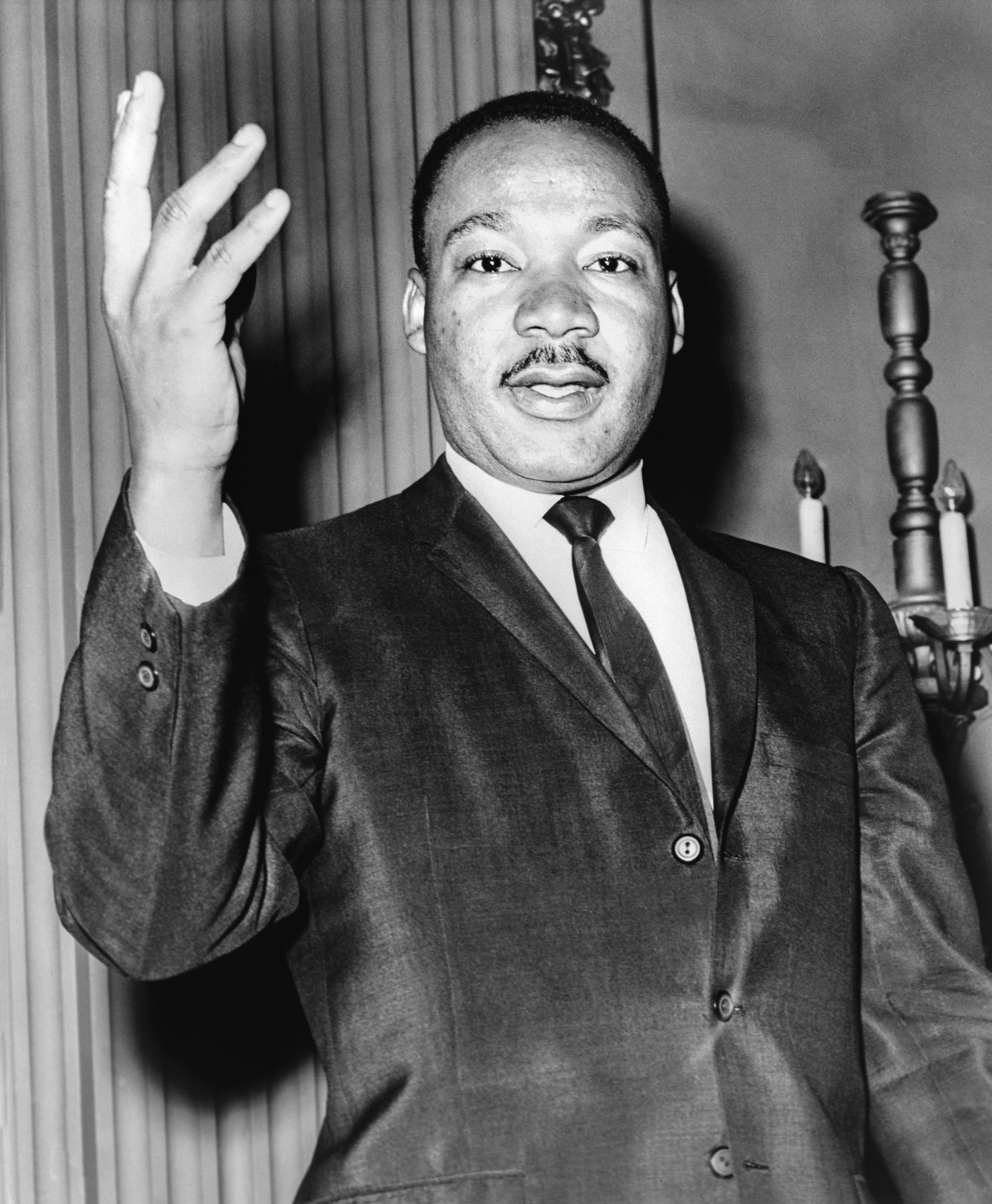
Dr. Martin Luther King Jr.

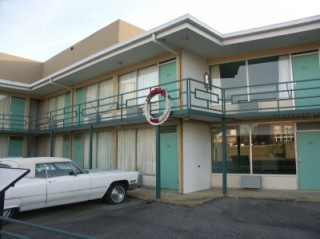
Der Tatort vor Room 306

### 2. April1968 (Dienstag)
- Washington D. C.: Stanley Kubricks Film 2001: Odyssee im Weltraum hat Weltpremiere.

### 3. April(Mittwoch)
- Memphis: Bekannte Ansprache von Martin Luther King zum bevorstehenden Streik (I’ve Been to the Mountaintop – habe das Land gesehen)
- Frankfurt am Main: Eine Gruppe um Andreas Baader und Gudrun Ensslin begeht einen Brandanschlag auf ein Kaufhaus
- Stockholm: Uraufführung der Operette Drottningen av Golconda (Die Königin von Golconda) von Franz Berwald am Königlichen Theater

Gestorben:
Charles Lauritsen, Kernphysiker

### 4. April(Donnerstag)
- Memphis (Tennessee), USA: Tödliches Attentat auf Martin Luther King, Bürgerrechtsaktivist, Friedensnobelpreisträger (1964)
- Jozef Lenárt, tschechoslowakischer Ministerpräsident seit 1963, tritt mit seinem Kabinett zurück. Oldřich Černík wird am 8. April sein Nachfolger.

### 5. April(Freitag)
- Cape Canaveral (Florida): Erfolgreicher Start der Rakete Apollo 6, letztmals ein Versuch mit einer unbemannten Saturn-Rakete, um die Technik für einen bemannten Flug zum Mond zu testen.

### 6. April(Samstag)
- DDR: In einem Volksentscheid für eine neue Verfassung stimmen rund 94 Prozent der Wahlberechtigten mit „Ja“. Die neue Verfassung, in der die DDR als „sozialistischer Staat deutscher Nation“ charakterisiert wird, tritt am 9. April in Kraft.

### 7. April(Sonntag)
- München: Uraufführung des Theaterstückes „Katzelmacher“ von Rainer Werner Fassbinder. Das Stück thematisiert eine Hetzjagd auf einen griechischen „Gastarbeiter“ in einem bayerischen Dorf.
- Der Weltgesundheitstag ist ein weltweiter Aktionstag, mit dem die WHO (Weltgesundheitsorganisation der UN) auch in diesem Jahr an ihre Gründung im Jahre 1948 erinnert. Das Thema lautet in diesem Jahr Gesundheit in der Welt von morgen

(Health in the world of tomorrow).
Gestorben:
Werner Bockelmann, OB von Ludwigshafen / Rhein, Frankfurt am Main, Hauptgeschäftsführer beim Deutschen Städtetag

### 8. April(Montag)
Gestorben:
Glenn Andreotta, Besatzungsmitglied eines US-Hubschraubers in Vietnam. (Er intervenierte bei dem im Vormonat begangenen Massaker von My Lai und meldete es.)

### 9. April(Dienstag)
- Bonn: Die Bundesrepublik erklärt sich in einer Note an die UdSSR zu Verhandlungen über Gewaltverzichtserklärungen mit allen Staaten des Warschauer Paktes bereit.

### 10. April1968 (Mittwoch)
- Santa Monica: Die Verleihung der Oscars fand im Santa Monica Civic Auditorium statt.

### 11. April(Donnerstag)
- Berlin: Der Arbeitslose J. Bachmann fügt dem bekannten Studentenführer Rudi Dutschke lebensgefährliche Schussverletzungen zu (Sozialistischer Studentenbund‚ SDS)
- 11.–17.04.: Der Anschlag auf Dutschke führt in vielen Teilen der Bundesrepublik zu Demonstrationen und heftigen Auseinandersetzungen mit der Polizei, insbesondere vor dem Axel-Springer-Hochhaus in der heutigen Rudi-Dutschke-Straße in Berlin.
- Washington: In den USA erlangt der Civil Rights Act of 1968 zum besseren Schutz von farbigen Bürgern, durch die Unterschrift des Präsidenten Johnson Gesetzeskraft.

### 13. April(Samstag)
- Bundeskanzler Kurt Georg Kiesinger hält eine Rundfunk- und Fernsehansprache aus Anlass des Attentates auf Dutschke und der darauffolgenden Osterunruhen.

### 14. April(Sonntag)
- Bundesjustizminister Gustav Heinemann hält eine selbstkritische Rundfunk- und Fernsehansprache.

### 21. April1968 (Sonntag)
- Schloss Grillenburg bei Dresden: Regierungsvertreter der ČSSR treffen mit denen der Sowjetunion, Bulgariens, Ungarns, Polens und der DDR – die später als „Warschauer Fünf“ bezeichneten Staaten, die letztlich auch die Intervention durchführten – zusammen, um über die Lage in der Tschechoslowakei zu sprechen.
- München: Letztmals fährt eine, an dem Tag blumengeschmückte Tram durch die Neuhauser-, Kaufingerstraße, über den Marienplatz und das Tal. Wegen des Baus der S-Bahn wird diese Verbindung eingestellt.

### 26. April(Freitag)
Gestorben:
John Heartfield, bekannt als Begründer der politischen Fotomontage

### 28. April(Sonntag)
- Stuttgart: Bei den Landtagswahlen in Baden-Württemberg erhält die rechtsradikale Partei NPD 9,8 Prozent der Wählerstimmen.

### 29. April(Montag)
- New York: Uraufführung des Musicals Hair am Broadway (Musik: Galt MacDermot, Buch: Gerome Ragni und James Rado, Regie: Bertrand Castelli)

### 30. April1968 (Dienstag)
- Bonn: Der Bundestag hält auf Grund der Studentenunruhen eine Sondersitzung ab.

## Seit längerem laufende Ereignisse
Bereits seit längerem laufende Ereignisse, die sich auch in diesem Monat fortsetzen:
- Nigeria: Der Biafra-Krieg, Bürgerkrieg von 1967 bis 1970
- Prag: Nach einem Führungswechsel in der KP im Vorjahr bestehen in der ČSSR einigen Wochen Unklarheit über eine neue Richtung, einen Reformkurs, der tschechoslowakischen Regierungspartei unter Alexander Dubček, der zum „Prager Frühling“ und dessen Niederschlagung durch Truppen des Warschauer Paktes führt. Im April 1968 vollzog die KSČ mit einem Aktionsprogramm eine Wende in der Wirtschaftspolitik. Die entscheidenden ökonomischen Passagen stammten von Ota Šik.
- Zeitraum im Vietnamkrieg in Südvietnam – die Tet-Offensive gegen die Südvietnam und amerikanischen Alliierten dauerte vom 29./30. Januar bis zum 23. September 1968. Sie hatte ihren Höhepunkt bereits im Januar und Februar erreicht.
- Rom: Im April gründet sich bei einem Treffen in der Stadt der Club of Rome, um wiederkehrend jährlich Lösungen für weltweite Probleme zu diskutieren. Ca. 30 europäische Wissenschaftler, Ex-Politiker und Industrielle kamen auf Einladung von Aurelio Peccei und Alexander King zusammen. Das erste Treffen sei ein Flop gewesen, lautet dazu deren eigene Zusammenfassung.